# Andranomanelatra
Andranomanelatra – gmina na Madagaskarze, w regionie Vakinankaratra, w dystrykcie Antsirabe II. W 2001 roku zamieszkana była przez 29 998 osób.  Siedzibę administracyjną stanowi miejscowość Andranomanelatra.